# Сачков, Михаил Евгеньевич
Михаил Евгеньевич Сачков (род. 1971) — российский астрофизик, доктор физико-математических наук, профессор РАН (2015), директор Института астрономии РАН.

## Биография
Родился 26 августа 1971 года в г. Заволжске Ивановской области. В 1988 году поступил, а в 1994 г. закончил физический факультет Московского государственного университета им. М.В.Ломоносова по специальности «астрономия». С 1994 по 1997 г. обучался в очной аспирантуре физического факультета Московского государственного университета им. М.В.Ломоносова. С 1997 постоянно работает в Институте астрономии РАН (ИНАСАН): прошел путь от младшего научного сотрудника, последовательно занимая должности научного сотрудника, старшего научного сотрудника, ведущего научного сотрудника, заведующего отделом экспериментальной астрономии. В 2014-2021 - заместитель директора ИНАСАН, c 30.12.2021 директор ИНАСАН. В 1998 г. защитил диссертацию на соискание степени кандидата физико-математических наук. В 2011 г. защитил диссертацию на соискание степени доктора физико-математических наук. В 2015 г присвоено звание «Профессор РАН».
Женат, имеет двоих сыновей 2003 и 2006 г.р.

## Научная деятельность
М.Е. Сачков известен как специалист в области астрофизики и космических исследований: в частности, астроспектроскопии, астросейсмологии, ультрафиолетовой астрономии, космического приборостроения. Является руководителем и участником работ по созданию астроприборов наземного и космического базирования, автором 2 монографий и в более чем 200 научных статей в ведущих отечественных и зарубежных журналах. Награжден Почетными грамотами Российской академии наук (2011 и 2016). На протяжении многих лет выступает в роли председателя регулярных международных конференций «Бредихинские Чтения» .
В 2023 году выступал с приглашённым (устным) докладом «Проект Спектр-УФ» на Всероссийской астрофизической конференции «Астрофизика высоких энергий сегодня и завтра» (HEA-2023), состоявшейся 18-21 декабря 2023 г. в Москве .
Член Программного комитета Всероссийской конференции с международным участием «Физика звёзд в эпоху многоволновых наблюдений» .
В 2023 году М.Е. Сачкову (в соавторстве) за цикл работ «Исследования атмосфер звезд методами спектроскопии высокого разрешения» присуждена  Премия имени А. А. Белопольского .
По мнению специалистов , в рамках серии этих работ 
получены новые научные результаты, оказавшие существенное влияние на развитие данного направления астрофизической науки.
В 2025 году Ученый совет ФГБУН Института астрономии РАН выдвинул М. Е. Сачкова кандидатом в члены-корреспонденты РАН по Отделению физических наук РАН по специальности «астрономия», отмечая его основные научные результаты :
разработан метод определения и исследованы моды пульсаций классических цефеид; разработан метод и исследовано распространение пульсационной волны в атмосферах химически пекулярных звезд; разработаны и внедрены ряд приборов для наземных астрономических телескопов и международных космических миссий, в том числе для орбитальных допплеровских измерений.

## Преподавательская деятельность
М.Е. Сачков читает авторские курсы лекций на физическом факультета МГУ им. М.В. Ломоносова и в ИНАСАН. Помимо этого он активно работает с молодыми учеными, выступая в роли научного руководителя дипломных работ студентов физического факультета МГУ и аспирантов ИНАСАН.

## Научно-организационная деятельность
М.Е. Сачков – заместитель научного руководителя международного космического проекта «Спектр-УФ» (Всемирная космическая обсерватория), осуществляемого в рамках Федеральной космической программы России, руководитель ряда тем НИР Федеральной космической программы России, редактор специальных выпусков журнала Astrophysics and Space Science по ультрафиолетовой астрономии, главный редактор журнала «Научные труды ИНАСАН», член Совета РАН по космосу, член Международного астрономического союза, член Европейского астрономического общества.